# Laya Films
Laya Films fue una productora cinematográfica, creada en Barcelona en noviembre de 1936 por el Comissariat de Propaganda de la Generalitat Republicana, durante la guerra civil española.

## 1936-1938
En septiembre de 1936, Jaume Miravitlles, militante del partido Esquerra Republicana, propuso al gobierno catalán la creación de un Comisariado de Propaganda que fue muy activo y eficaz en el campo editorial y cartelístico. En noviembre de aquel año, creó su sección de cine, Laya Films, y ofreció su dirección al pintor, decorador y escritor Joan Castanyer, que había colaborado en varias ocasiones con los realizadores Jean Renoir, Jacques Becker y Pierre Prévert. Como residía en París, Castanyer trajo a un equipo técnico francés para poner en marcha la productora y los equipos de sonido fueron instalados por el ingeniero de sonido René Renault. La mayoría de los reporteros cinematográficos de otras naciones que acudieron a España a realizar un seguimiento de la guerra civil española desde el punto de vista antifascista, fueron contratados por esta productora.
El modo de funcionar era siempre el mismo: los operadores marchaban al frente y cuando volvían Castanyer revisaba el material filmado para que los montadores pudieran empezar a trabajar.

### Equipo
Laya Films contaba con un equipo de una cincuentena de personas, entre colaboradores técnicos y comerciales. Los operadores de cámara eran José María Maristany, Sebastián Parera, Manuel Berenguer, Ramon Biadiu, Juan Mariné —que tenía sólo 15 años—, Jaume Agulló y los suizos Adrien y Robert Porchet. De la fotografía se encargaba Félix Marquet, al que asistían algunos operadores.
Joan Serra i Oller fue el primer montador de Laya. Cuando fue movilizado para ir al frente le sustituyó Antonio Graciani, que fue sustituido a su vez por Conchita Martínez cuando fue reclutado. Antonio Cánovas se incorporó como montador en los últimos meses de 1938. El actor Ramón Martori era uno de los locutores que ponían voz a los documentales, y Joan Gaig y Franz Bernard se encargaban de la música. El equipo de sonido y proyección estaba a cargo del francés René Renault, que había sido jefe técnico de los estudios Orphea Films de Barcelona, y contaba con el inglés Jack Pie, ingeniero de sonido de la Gaumont British Acoustic, que colaboró en todos los cortos de su amigo Biadiu. La empresa disponía también de ayudantes de montaje, proyeccionistas y chóferes, como Ángel Planas.

### Producción
Se estima que Laya Films realizó una treintena de documentales y un centenar de noticiarios semanales en catalán, que solían incluir entre 9 y 11 noticias cada uno. Buena parte del material se ha perdido y el historiador Esteve Riambau considera que sólo un tercio se ha conservado. Según ha podido documentar, en primavera de 1938 Laya Films tenía en su archivo 90.000 metros de película y 130 copias para la distribución.
Los primeros documentales de Laya Films fueron El entierro de Durruti -del que el SUEP anarquista también rodó un documental- y Un día de guerra en el frente de Aragón a los que el mismísimo Miravitlles prestó su voz. Siguieron muchos entre los que conviene destacar Cataluña mártir, de J. Marsillach (1938), con copias en varios idiomas para denunciar los bombardeos sobre Cataluña. En paralelo a documentales testimoniales sobre la guerra, Laya Films produjo documentales de temática cultural y laboral para ofrecer una imagen de normalidad en la retaguardia y afirmar las señas de identidad del pueblo catalán. Pero su serie más importante fue su noticiario semanal España al día, que empezó en diciembre de 1936. Los primeros números se grabaron en catalán y a partir del quinto se coeditaron en español con la empresa Film Popular que al poco tiempo convirtió la versión en español en un noticiario independiente.
En cuanto a la distribución, Laya Films difundió los grandes títulos del cine soviético sin poder exhibirlos en Barcelona donde la CNT ejercía un férreo oligopolio. Creó entonces en enero de 1938 la empresa Catalonia Films S. A., desligada de la Generalitat, para su distribución fuera de la capital catalana.

## Archivos de Laya Films
Tras la toma de Barcelona por las fuerzas franquistas en 1939, comenzó la evacuación hacia Francia. La mayor parte del material cinematográfico en poder de la Generalitat se cargó en dos camiones y en un vagón de tren de mercancías. Según testimonio del presidente Taradellas, uno de los camiones se incendió antes de llegar a la frontera, del otro no se volvió a tener noticias y el vagón se quedó abandonado en las vías de la estación de Magoria. Parte de los archivos fueron trasladados a un ministerio de Madrid, donde los noticiarios aparecieron editados en bloques, probablemente para identificar personas que habían participado en manifestaciones. Los archivos pasaron luego por los almacenes de varios laboratorios, como el Cinematiraje Riera que sufrió un incendio en 1945 en el que se supone que se perdería parte del material, antes de acabar en la Filmoteca Española que reconoció que el material procedía de un ministerio.
La Generalitat no reclamó los fondos rescatados hasta 1983, cuando se creó la Filmoteca de Cataluña. En 1987 se le entregaron las primeras seis copias de material de Laya Films, pero la Generalitat siguió reclamando la devolución total de los fondos. Finalmente, en julio de 2002 se llegó a un acuerdo entre las administraciones para que tanto la Filmoteca de Cataluña como la Filmoteca Española tuvieran una copia de los archivos. La Filmoteca de Cataluña tiene desde 2012 una sala de proyecciones llamada Laya en homenaje a la productora catalana.